# Rana ulma
Espèce
Rana ulma est une espèce d'amphibiens de la famille des Ranidae.

## Répartition
Cette espèce est endémique des îles Okinawa dans l'archipel Nansei au Japon. Elle se rencontre à Okinawa Hontō et à Kume-jima.

## Description
Les mâles mesurent de 33 à 39 mm et les femelles de 42 à 51 mm.

## Publication originale
- Matsui, 2011 : On the brown frogs from the Ryukyu Archipelago, Japan, with descripitons of two new species (Amphibia, Anura). Current Herpetology, vol. 30, p. 111-128.